# Nathan Marcus Adler
Nathan Marcus Adler, född 13 januari 1803 i Hannover, död 21 januari 1890 i Brighton, var en brittisk rabbin. Han var far till Hermann Adler.
1844 efterträdde Adler Solomon Hirschel som brittisk överrabbin. Han bidrog genom sitt motstånd till att begränsa reformjudendomens framgångar i Storbritannien. Adler medverkade även aktivt till upprättandet av Jews' college 1855. Efter sin död efterträddes han av sonen Hermann Adler som överrabbin.